# 园博园站 (北京市)
园博园站是一个位于中国北京市丰台区宛平街道园博园南路与园博大道交叉口，属于北京地铁14号线的地铁车站。于2013年5月5日随14号线西段（张郭庄站至西局站）投入使用。

## 位置
园博园站位于五环外，丰台河西地区的北京园博园南门外，园博园（东西向）和园博园（南北向）交汇处西侧，园博园南路双向道路中间。

## 历史
最初14号线建设时并没有园博园站的规划。园博园站是在园博会会址确定之后，作为配套交通工程的一部分，14号线增设了这一站，14号线西段也为了配合2013年5月园博会而计划提前开通。

## 结构
园博园站为高架车站，侧式站台设计，总建筑面积1.3万平方米。车站主体位于梅市口路南侧，在路北设有“辅站”，通过长约50米的高架桥连接。车站主体设计方案名为“韵阁”，外墙以中国古典园林的轩窗装饰，内部使用红色、灰色基调，使用藻井等元素进行装饰。
| 地上二层 | 北站厅                     | B1、B2出入口、票务服务、自动售票机、问询 |
| 地上二层 | 侧式站台，右側開门         |                                          |
| 地上二层 | █ 14号线往张郭庄（終點站） |                                          |
| 地上二层 | █ 14号线往善各庄（大瓦窑） |                                          |
| 地上二层 | 侧式站台，右側開门         |                                          |
| 地上二层 | 南站厅                     | C出入口、票务服务、问询                  |
| 地面层   | 北站厅                     | A出入口、票务服务、自动售票机、问询      |

- 车站外观（2013年5月摄）
- 北侧站厅下层（2023年5月摄）
- 北侧站厅上层（2023年5月摄）
- 南侧站厅（2023年5月摄）
- 园博园站张郭庄方向站台
- 园博园站站厅外挂通道（2013年4月摄）

## 出入口
|                               |            |                  |      |            |
| 编号                          | 指示       | 建议前往的目的地 | 照片 | 无障碍设施 |
| 出口 · A · 升降机标志         | 园博园南路 |                  |      |            |
| 出口 · B · 1                  | 园博园大道 |                  |      | 不適用     |
| 出口 · B · 2 · 无障碍通道标志 | 园博园大道 |                  |      | 不適用     |
| 出口 · C · 升降机标志         | 园博园南路 |                  |      |            |
| 註： 設有 \| 設有             |            |                  |      |            |